# أحمد يوسف ياسين
أحمد يوسف ياسين (بالصومالية: Axmed yuusuf yasiin)‏ هو سياسي صومالي، ولد في 1957 في هرجيسا في الصومال. حزبياً، نشط في الحزب الديمقراطي المتحد.